# Соколенци
Соколенци е село в Южна България. То се намира в община Ивайловград, област Хасково.